# صموئيل كاتلر وارد
صموئيل كاتلر وارد (بالإنجليزية: Samuel Cutler Ward) شاعر وسياسي أمريكي، عرف قبل الحرب الأهلية بـ"رجل اللوبي"  ولد في 1814 في نيويورك في الولايات المتحدة، وتوفي في 1884 في نابولي في إيطاليا.
من خلال الطعام اللذيذ والنبيذ الفاخر إستطاع التحكم في سياسية في واشنطن لأكثر من عقد من الزمن ، ويعرفه الاكاديميون بملك اللوبي لكونه أول من مارس الضغط السياسي وبشكل ناجع .

## النشأة
ولد وارد في مدينة نيويورك لعائلة قديمة في نيو إنجلاند وكان الأكبر بين سبعة أطفال. كان والده، صموئيل وارد الثالث، مصرفيًا يحظى باحترام كبير مع شركة Prime و Ward & King. كان جده، العقيد صموئيل وارد الابن (1756 - 1832)، من قدامى المحاربين في الحرب الثورية. كانت والدة سام، جوليا راش كاتلر، مرتبطة بفرانسيس ماريون، أحد جنيرالات  الثورة الأمريكية.
عندما توفيت والدة وارد عندما كان طالبًا في مدرسة راوند هيل في نورثهامبتون، ماساتشوستس، أصبح والده مهووسًا بشكل مرضي بصحة أطفاله الأخلاقية والروحية والجسدية. لم يبدأ في التعرف على العالم الأوسع إلا بعد أن كان طالبًا في كلية كولومبيا، حيث انضم إلى جمعية فيلولكسيان وتخرج منها عام 1831.
كلما تعلم أكثر، كلما قلت رغبته في أن يصبح مصرفيًا. أقنع والده أولاً بالسماح له بالدراسة في أوروبا. مكث لمدة أربع سنوات، وأتقن عدة لغات، واستمتع بالمجتمع الراقي، وحصل على درجة الدكتوراه من جامعة توبنغن، وفي هايدلبرغ، التقى هنري وادزورث لونجفيلو، الذي أصبح صديقه في ما بعد.

## حياته المهنية
عاد إلى نيويورك، وتزوج من إميلي أستور، الابنة الكبرى لرجل الأعمال ويليام باكهاوس أستور، الأب، في يناير 1838 وحاول الاستقرار في حياة كمصرفي شاب.
توفي والده بشكل غير متوقع في نوفمبر 1839. بعد ذلك، توفي هنري شقيق وارد فجأة بسبب حمى التيفود. في فبراير 1841، أنجبت زوجته ابنًا، لكن في غضون أيام توفيت هي والمولود الجديد. كان وارد متصرف لعقارات والده الذي تبلغ تكلفتها عدة ملايين من الدولارات، وشريكًا الآن في شركة مصرفية مرموقة، ووصي على أخواته الثلاث، وأرمل، وأب لطفل صغير، و 27 عامًا.
تزوج مرة أخرى في عام 1843، مدفوعا من زوجته الجديدة، بدأ صمويل التكهن في وول ستريت. في سبتمبر 1847، ذهل العالم المالي من الأخبار التي تفيد بأن شركة Prime و Ward و Co. قد إنهارات ماليا (وكان صمويل قد إنسحب منها)

### حمى الذهب في كاليفورنيا
مفلس، انضم وارد 1949 حملات الهجرة نحو إلى كاليفورنيا بما يعرف بحمى الذهب. افتتح متجرًا على الواجهة البحرية في سان فرانسيسكو ؛ وإستثمر أمواله في العقارات ؛ وادعى أنه جنى ربع مليون دولار في ثلاثة أشهر ؛ وفقدها كلها عندما دمرت النيران أرصفته ومستودعاته. لفترة من الوقت كان يدير عبارة في برية كاليفورنيا ؛ وعاد إلى نيويورك كرجل ثري مرة أخرى.
انغمس مرة أخرى في التداول وخسر كل أمواله مرة أخرى، وذهب معها عاطفة ميدورا زوجته. حصل بعدها على مهمة في بعثة دبلوماسية إلى باراغواي. عندما ذهب إلى المنزل في عام 1859، أحضر معه اتفاقًا سريًا من رئيس باراغواي للضغط للحصول الولايات المتحدة ، هنا إتجه صامويل إلى واشنطن ليبدأ مهنته الجديدة.

### في العاصمة واشنطن
كان وارد ديمقراطيًا ولديه العديد من الأصدقاء والعائلة . كما كان يأمن بالتحرر التدريجي، مما جعله على خلاف مع أخته جوليا وارد، التي كتبت لاحقًا «ترنيمة معركة الجمهورية» وزوجها صموئيل جريدلي هاو. لكن لم يكن هناك شك في أنه سيبقى مخلصًا للاتحاد. وضع مائدة العشاء تحت تصرف جاره وزير الخارجية ويليام هنري سيوارد. وفرت وجباته الأنيقة، التي بدأ ملاحظتها بالفعل، الغطاء المثالي للشماليين والجنوبيين الذين يبحثون عن أرض محايدة. في الأيام الأولى للحرب، سافر وارد أيضًا عبر الكونفدرالية مع الصحفي البريطاني ويليام هوارد راسل، وأرسل رسائل مليئة بالتفاصيل العسكرية سراً إلى سيوارد، ومن المؤكد أنه كان سيُشنق أو يُطلق عليه الرصاص إذا تم الكشف عنه.
في عام 1862، أخبر سيوارد أنه كان مخطئًا في الاعتقاد بأن الكونفدرالية كانت ستنضم مرة أخرى إلى الاتحاد لو تم تجنب الحرب: "أنا أختلف عنك. لقد وجدت بين القادة مرارة خبيثة وكراهية ازدراء للشمال مما جعل هذا الدرس ضروريًا. في غضون عامين كانوا سيشكلون معاهدات متشابكة للتجارة الحرة والملاحة الحرة مع أوروبا، وأصبحوا قوة عسكرية معادية لنا. "
في نهاية الحرب، كان أصدقاء وارد في الأماكن الرفيعة، كانت براعته الفنية، ومواهبه في الدبلوماسية تبشر بالخير لنجاحه في واشنطن، حيث كانت الأوضاع تبشر بالنمو الغير مسبوق والفساد الذي أصبح يعرف باسم «الشواء العظيم» أو «العصر المذهب».
كان دخوله إلى إدارة جونسون هو وزير الخزانة هيو ماكولوتش، الذي، في مواجهة المهمة الهائلة لإعادة الإعمار المالي، تحول للمساعدة إلى وارد، الذي فاز له بانتصار جزئي عبر الطبخ. سرعان ما تفاخر لجوليا بأنه كان يضغط من أجل شركات التأمين وشركات التلغراف وخطوط السفن البخارية وخطوط السكك الحديدية والمصالح المصرفية ومصالح التعدين والمصنعين والمستثمرين والأفراد الذين لديهم 

## إرثه
في غضون أيام من وفاته، ظهر نعيه في عشرات الصحف في الولايات المتحدة وإنجلترا. ملأ نعي نيويورك تايمز عمودين كاملين. خلصت صحيفة نيويورك تريبيون إلى أن "أعظم إنجاز لسام وارد كان ترسيخ نفسه في واشنطن على رأس مهنة رفعها من أدنى أعماق السمعة إلى كرامة شركة نبيلة... لم يلجأ أبدًا إلى الرشوة المبتذلة ، لقد برع بالأحرى في تكوين العداوات وترسيخ الصداقات المتهالكة التي تلعب دورًا كبيرًا في الشؤون السياسية، وأغرى الرجال ليس بالمحفظة، ولكن بالمآدب والأكل والشرب، التي تشرف عليها الشركات التي يعمل لديها، والمحادثات الداهية . "
سرعان ما غرق كتاب سام، "الترفيه الغنائي"، في الغموض. تم تحرير رواياته المجهولة عن الفترة التي قضاها في حقول الذهب في مجلد بعنوان "سام وارد في حقول الذهب" في عام 1949. لسنوات بعد وفاته.
عرضت المطاعم  "دجاج سام وارد" في قوائمها لعقود. قدم مطعم Locke-Ober في بوسطن لسنوات طبقًا يسمى" فطر سام وارد" كونه كان دائم الزيارة للمطاعم والحانات حيث كان يغري السياسين وقد ظل اسم سام على قيد الحياة من قبل العلماء الذين تكهنوا بهوية المؤلف المجهول لـ «يوميات رجل عام»، الذي نُشر عام 1879.
اللوبي الاجتماعي الذي أتقنه سام وارد يعيش أيضًا. على الرغم من أن الترفيه من قبل جماعات الضغط كان مقيدًا بالتشريع، إلا أنه يستمر لأنه، كما فهم سام، يظل الجمع بين الناس حول الطعام الجيد  والمحادثة طريقة مثمرة لممارسة الأعمال التجارية. كما أشار آرثر إم شليزنجر الابن بعد 100 عام من وفاة سام،..... "يعرف كل طالب مقرب من واشنطن أن نصف الأعمال الأساسية للحكومة لا تزال تتم في المساء..... حيث تكون الأعمال الأكثر صرامة في أكثر اللحظات الضعيفة " .
كان فن صامويل الأساسي هو جعل الضيوف لا يدركون ماذا يوجد تحت الوجبات الدسمة من طلبات سياسية وتمرير مشاريع لأغراض شخصية له ولللوكلاء الخاصين به

مراجع
1. 1 2  المُعرِّف متعدِد الأوجه لمصطلح الموضوع | Samuel Ward، QID:Q3294867
2. 1 2  William M. Ferraro (29 Nov 2017). "Ward, Samuel (1814-1884), adventurer and lobbyist". American National Biography Online (بالإنجليزية). DOI:10.1093/ANB/9780198606697.ARTICLE.0500935. ISSN:1470-6229. QID:Q103884063.
3. ↑  Nevins, Allan. The War for the Union, vol. 1, The Improvised War, 1861-1862 (New York: Charles Scribner's Sons, 1959), p. 53.
4. ↑  Jacob, Kathryn Allamong (2010). King of the Lobby: The Life and Times of Sam Ward, Man-About-Washington in the Gilded Age (بالإنجليزية). JHU Press. ISBN:9780801893971. Archived from the original on 2019-12-15. Retrieved 2017-08-30.
5. ↑  "A Famous Lobbyist Dead; Sam Ward Dies in Italy in His Seventy-First Year. a Man Who Enjoyed Himself in Making Others Happy--Prince of Good Fellows and Friend of Great Men". نيويورك تايمز. 20 مايو 1884. مؤرشف من الأصل في 2018-06-30. اطلع عليه بتاريخ 2018-03-20.
6. ↑  Nevins Allan (1959-01-01). The War for the Union (بالإنجليزية). Vol. New York: Charles Scribner's Sons. p. 53. {{استشهاد بكتاب}}: تحقق من التاريخ في: |سنة= / |تاريخ= mismatch (help)